# Сикол, Мэри
Мэри Джейн Сикол (англ. Mary Jane Seacole; 1805 — 14 мая 1881), которую иногда называют Мать Сикол или Мэри Грант, — ямайская медсестра, наиболее известная по участию в Крымской войне. Она создала и возглавляла госпитали в Панаме и Крыму для оказания помощи и лечения больных.

## Биография

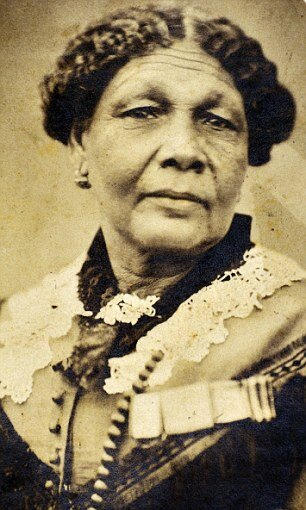
Фото 1850-х

Сикол научилась траволечению и народной медицине у матери, содержавшей пансионат для европейских солдат и матросов, ставших инвалидами.
Уверенная, что её знание тропической медицины может быть полезно, и услышав о плохом состоянии медицинского обеспечения для раненых солдат во время Крымской войны, она приехала в Лондон, чтобы отправиться на фронт добровольцем в качестве медсестры. Опираясь на свой опыт, полученный в странах Центральной Америки и Карибского бассейна, она обратилась в военное министерство и попросила, чтобы её послали в качестве военной медсестры в Крым. Ей отказали — главным образом из-за предрассудков в отношении участия женщин в медицине в то время.
Британское правительство позднее решило разрешить женщинам отправляться в районы военных действий, но Мэри не была включена в партии из 38 медсестёр, выбранных Флоренс Найтингейл. Вместо этого она одолжила деньги, чтобы проделать путь в 4000 миль (около 6500 км) самостоятельно. Она прославилась лечением раненых, часто оказывая помощь раненым с обеих сторон прямо под огнём. Когда война закончилась в 1856 году, она оказалась без денег и почти нищей. От нищеты её спасли сослуживцы по Крымской войне, которые организовали благотворительный концерт. В последующие годы она выразила желание работать в Индии после индийского Восстания сипаев 1857 года, но не смогла собрать необходимые для поездки средства.
Сикол была награждена при жизни, как и Флоренс Найтингейл, но после смерти она была забыта на протяжении почти столетия. В настоящее время она почитается за храбрость и медицинские навыки, также как «женщина, которая была успешной, несмотря на расовые предрассудки влиятельной части викторианского общества».

## Сочинения
Её автобиография «Удивительные приключения миссис Сикол во многих странах» (1857 год) является ярким рассказом о её опыте и одновременно — одной из самых ранних автобиографий женщины смешанного происхождения.